# Arboretum Norr
Het Arboretum Norr (uit het Zweeds: 'Arboretum Noord') is een arboretum in de buurt van de Zweedse stad Umeå. De standaardafkorting van het arboretum is UMEA.
Het idee voor het arboretum ontstond in 1975, tussen de Universiteit van Umeå, de Zweedse Universiteit voor Agrarische Wetenschappen en het gemeentebestuur van Umeå. Het arboretum werd in 1981 geopend. Het kan bezocht worden in sneeuwvrije maanden.
Het arboretum kent de volgende landschappen:
- Bryggan (de brug)
- Kvarnängen (zagerij). Dit landschap bevindt zich op de plek waar vroeger een zaagmolen stond.
- Östra Nordamerika (het oosten van Noord-Amerika)
- Västra Nordamerika (het westen van Noord-Amerika)
- Europa (Europa)
- Östasien (Oost-Azië)

Het arboretum heeft als doelstelling het bewaren en cultiveren van boomsoorten, met name uit de koude regio's, en de kennis hierover te verspreiden. Het arboretum heeft een zaadbank met 60 soorten.